# ジャック・フロスト (映画)
『ジャック・フロスト』（原題：Jack Frost）は、1998年制作のアメリカ合衆国のファンタジー映画。
日本では劇場未公開で、ビデオ（日本語吹き替え版のみ）・DVDタイトルは『ジャック・フロスト/パパは雪だるま』。

## あらすじ
ジャック・フロストはロックバンドのボーカルとして、愛する妻ギャビーと息子チャーリーと幸せに暮らしていた。しかしある年のクリスマスの日、ジャックは帰宅途中に事故に遭い、死んでしまう。
それから1年後のクリスマスの日、ジャックはチャーリーを思うあまり、彼が庭に作った雪だるまに乗り移って現世に戻ってきた。当初は彼のことを雪の精としか思わなかったチャーリーだったが、それが亡き父だと知ると、一緒にホッケーやスノボーをしたりと、これまでにない楽しい時間を過ごすようになる。
だが、そんな2人に再び別れの時が訪れようとしていた…。

## キャスト
- ジャック・フロスト：マイケル・キートン（吹替：山路和弘）

ミュージシャン。
- ギャビー・フロスト：ケリー・プレストン（吹替：島本須美）

ジャックの妻。
- チャーリー・フロスト：ジョセフ・クロス（吹替：瀧本富士子）

ジャックの息子。
- グローニック：ヘンリー・ロリンズ（吹替：辻親八）
- アーメット・ザッパ
- マック・マッカーサー：マーク・アディ（吹替：牛山茂）
- ナタリー：ミカ・ブーレム
- アンドリュー・ローレンス
- イーライ・マリエンタール
- テイラー・ハンドリー
- ウィル・ロスハー